# Holoplatys carolinensis
Holoplatys carolinensis är en spindelart som beskrevs av Berry, Beatty, Prószynski 1996. Holoplatys carolinensis ingår i släktet Holoplatys och familjen hoppspindlar. Inga underarter finns listade i Catalogue of Life.